# Siat (Zwitserland)
Siat (tot 1943 officieel in het Duits Seth) is een plaats en voormalige gemeente in het Zwitserse kanton Graubünden, behorend tot de gemeente Ilanz/Glion. Het telde eind 2013 als afzonderlijke gemeente 158 inwoners. In 2014 hield de gemeente Siat op te bestaan.
- Gemeinsame Normdatei: 1059374404
- Historisch woordenboek van Zwitserland: 001469
- Virtual International Authority File: 312619220